# Quinteto de cuerda, op. 11, n.º 5
El Quinteto de cuerda en mi mayor, op. 11, n.º 5 (G 275) es una composición de Luigi Boccherini, que fue escrita en 1771 y publicada en 1775. Es una de sus obras más conocidas y es famoso por su tercer movimiento de minueto, que con frecuencia se toca como una pieza independiente fuera del contexto del quinteto completo.

## Historia
Este quinteto de cuerdas es un «quinteto de violonchelo» en el sentido de que está escrito para un cuarteto de cuerdas (dos violines, viola y violonchelo) con un segundo violonchelo como quinto instrumento. En el momento de esta composición, Boccherini había estado escribiendo cuartetos de cuerda durante unos diez años. En 1771, el mecenas de Boccherini, Luis de Borbón y Farnesio, hermano del rey Carlos III de España, comenzó a emplear el cuarteto de cuerdas Font, integrado por el violista Francisco Font y sus tres hijos. El cuarteto de cuerdas Font interpretó muchas de las obras de Boccherini y, durante un tiempo, Boccherini escribió casi exclusivamente para ellos. Ocasionalmente, también se unió al cuarteto como intérprete, lo que lo llevó a agregar una parte adicional de violonchelo a su música.
También compuso su primer conjunto de quintetos de cuerda, op. 10, en 1771. Su segundo conjunto, op. 11, constaba de seis quintetos. El número 5 en mi mayor se convirtió en el más famoso de Boccherini aunque, cuando se publicó, no tuvo una acogida especial.

## Estructura
El quinteto consta de cuatro movimientos:
1. «Amoroso»
2. «Allegro e con spirito»
3. «Minuetto», trío (la mayor)
4. «Rondeau, andante»

### Minueto

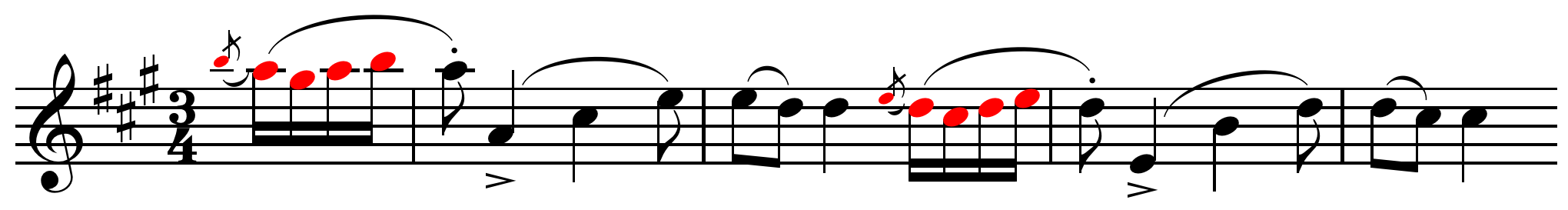
Anacrusa, en rojo, al comienzo del minueto.

El tercer movimiento del quinteto es notablemente el más famoso y el más interpretado de todos los movimientos. Está en tiempo de 3
4, en la tonalidad de mi mayor modulando a la mayor.
Al comienzo del movimiento, el primer violín toca una melodía sencilla y elegante, mientras que la viola y el violonchelo tienen pizzicato de corchea. El segundo violín, por otro lado, tiene rápidas ligaduras de semicorcheas que contienen muchos cruces de cuerdas. Como afirma Elisabeth Le Guin en Boccherini’s Body: An Essay in Carnal Musicology, «el segundo violinista no tiene tiempo para la galantería; debe concentrarse en mantener razonables los cruces constantes de las cuerdas incluso a lo largo del arco».